# Aliens (canción de Coldplay)
«Aliens» (estilizado como «A L I E N S») es una canción de la banda de rock británica, Coldplay. La canción fue escrita por los cuatro miembros de la banda, así como Brian Eno, con producción dirigida por Markus Dravs, Rik Simpson y Brian Eno. Fue lanzado el 6 de julio de 2017, como el tercer sencillo promocional de la banda del decimotercer EP Kaleidoscope de 2017.

## Antecedentes
«Aliens» fue lanzado como un sencillo de caridad. Todos los ingresos de la canción serán donados a la ONG internacional Migrant Offshore Aid Station, que rescata a migrantes y refugiados en peligro en el mar en el Mediterráneo.

## Vídeo musical
Un vídeo lírico animado fue dirigido por Diane Martel y Ben Jones. El cual muestra una familia que corre de unas explosiones en el suelo y de criaturas en el cielo, ya que escapan de un planeta.

## Posicionamiento en listas
| Listas (2017)                      | Posición más alta |
| ---------------------------------- | ----------------- |
| Francia (SNEP)                     | 87                |
| Estados Unidos (Billboard Hot 100) | 17                |